# Anthurium terryae
Anthurium terryae är en kallaväxtart som beskrevs av Paul Carpenter Standley och Louis Otho Otto Williams. Anthurium terryae ingår i släktet Anthurium och familjen kallaväxter. Inga underarter finns listade.